# Gerelyhajítás

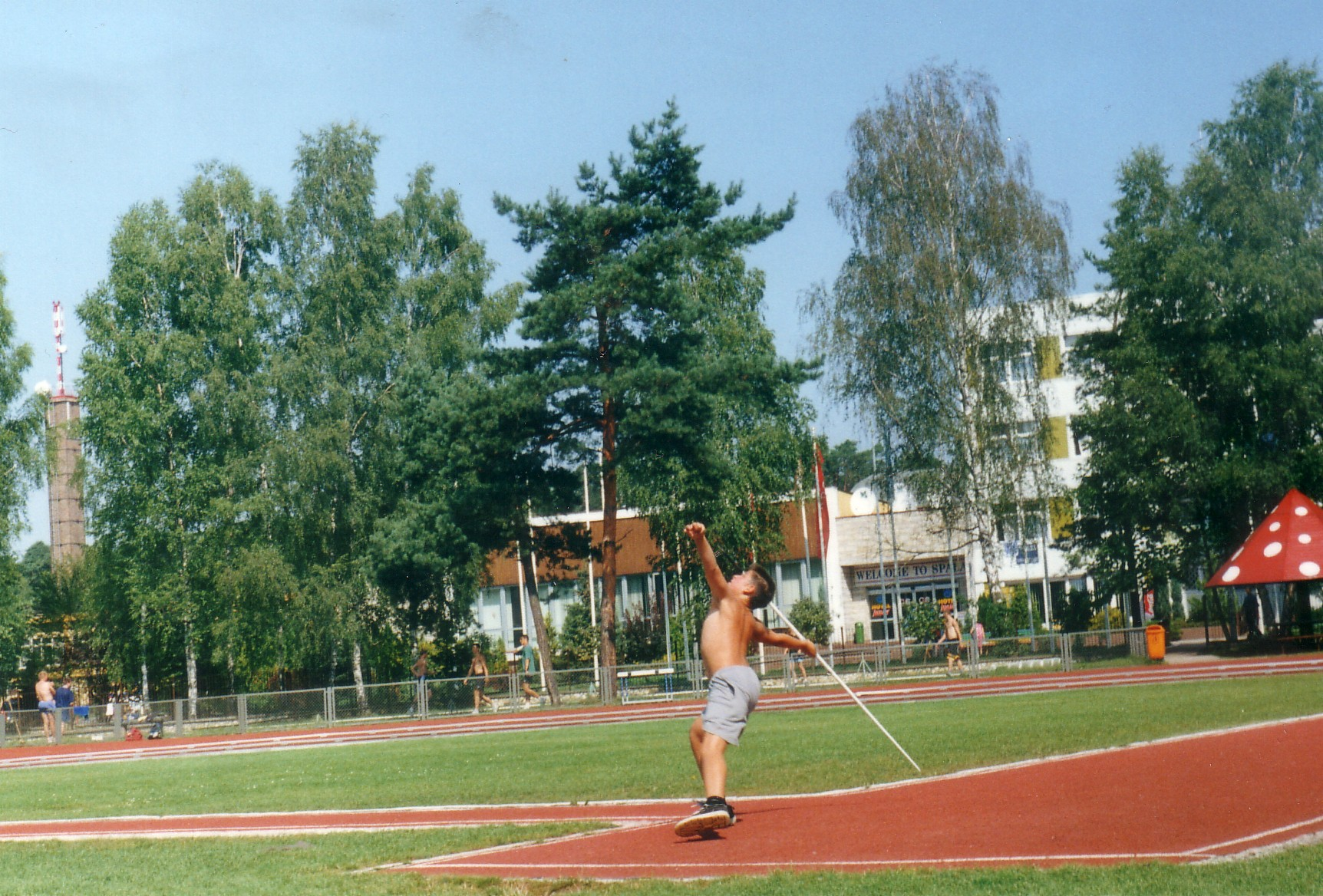
A versenyző hátrahajlik közvetlenül az eldobás előtt, így ad a nekifutáson felüli további lendületet a gerelynek

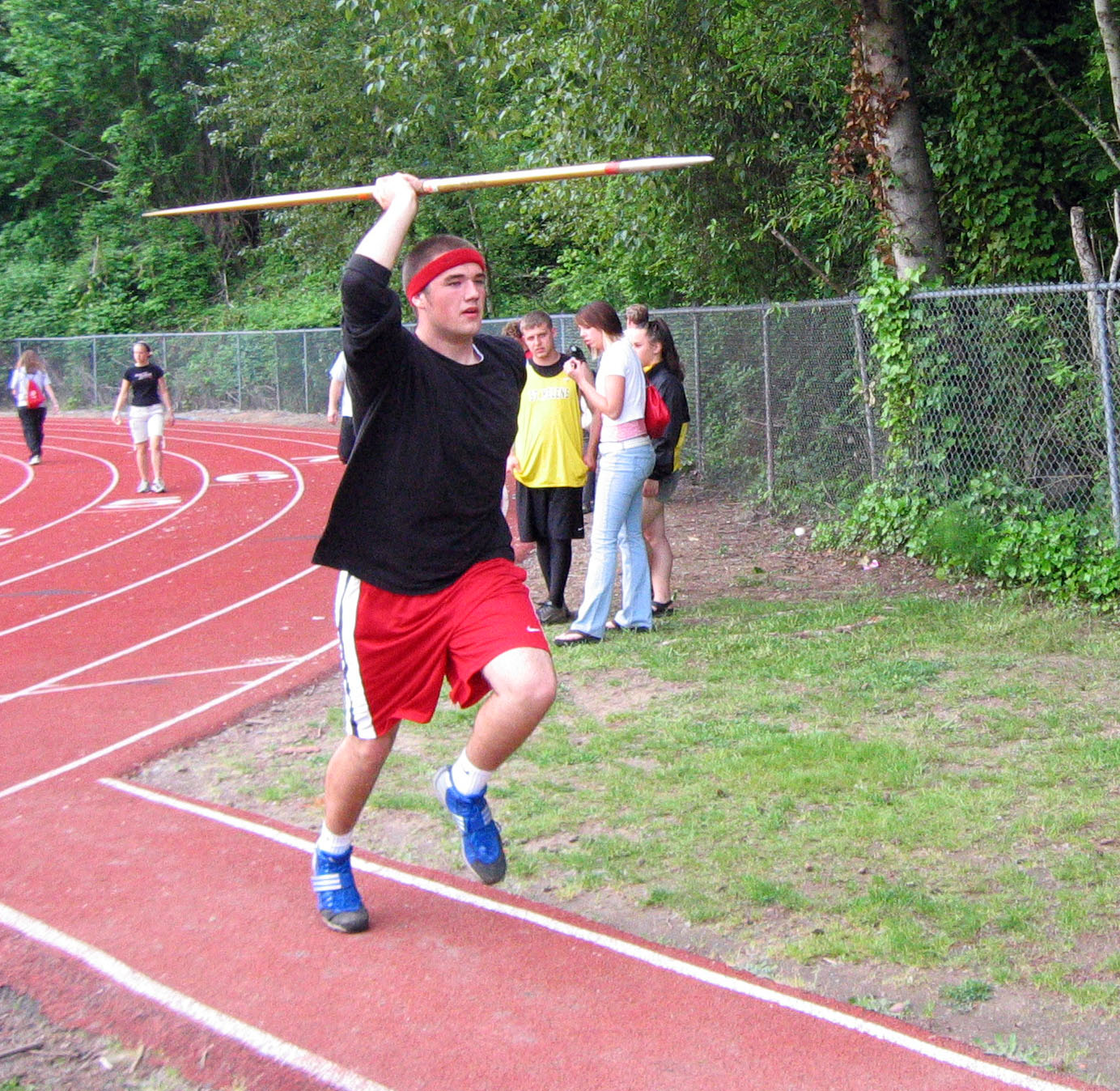
Középiskolai atléta nekifutása

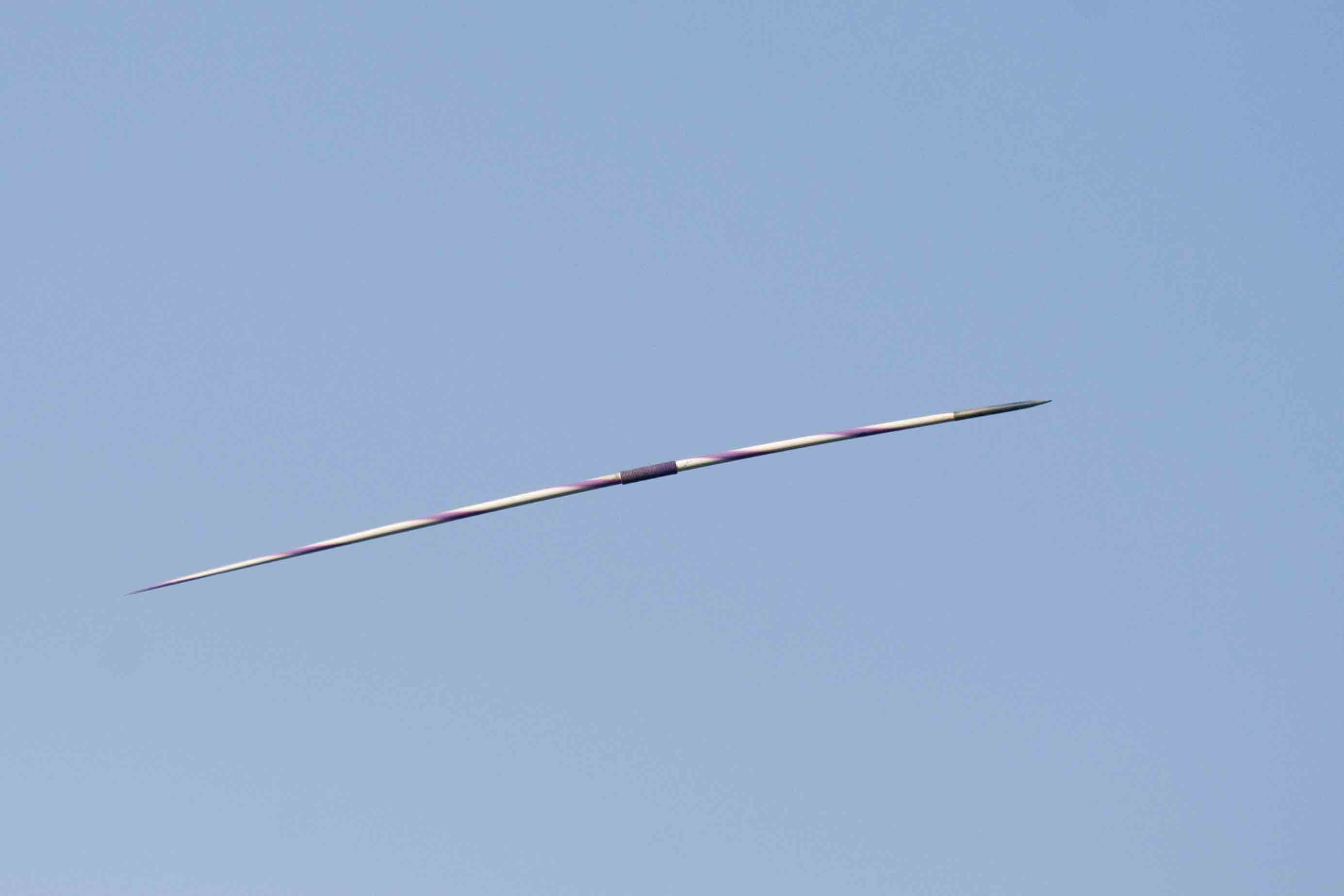
Eldobott gerely

A gerelyhajítás az atlétikai versenyek egyik önálló versenyszáma, amely azonban szerepel az összetett atlétikai számokban is (például tízpróba, hétpróba). Olimpiai szám. Szabályait a Nemzetközi Atlétikai Szövetség határozza meg.

## A gerely
A gerely vas-, vagy acélhegyű rúd. Férfiversenyeken hossza legalább 260 centiméter, tömege 800 gramm, hegyes vége és súlypontja között legalább 90 cm, legfeljebb 110 cm hosszú. Súlypontja körül 16 cm hosszú körkötés szükséges. A női gerely hossza legalább 220 cm, tömege 600 g, hegyes végétől súlypontjáig legalább 80 cm, legfeljebb 95 cm, kötése 15 cm hosszú.
Kijelölt pályán a versenyző nekifut, ezzel lendületet szerez, és a határvonal előtt elengedi a gerelyt, ami így továbbszáll, majd belefúródik a földbe. Ellentétben más dobószámokkal (például diszkoszvetés, kalapácsvetés), a szokatlan dobástechnikákat a szabályok a gerelyhajításban nem engedélyezik.